# Andrzej Mierzejewski
Andrzej Mierzejewski (né le 7 décembre 1960 à Chełmża) est un coureur cycliste polonais. Amateur dans les années 1980 puis professionnel de 1989 à 1997, il a notamment remporté le Tour de Pologne à trois reprises (1982, 1984 et 1988) et a été champion de Pologne sur route en 1985 et 1988.

## Palmarès
- 1982
  - 3e étape du Tour de Pologne
  - Classement général du Tour de Pologne
  - 2e du Tour d'Autriche
- 1983
  - 3e du Tour de Pologne
  - 3e du Tour du Loir-et-Cher
- 1984
  - 6e et 8e étapes du Tour d'Autriche
  - Classement général du Tour de Pologne
  - 5e étape du Tour de Pologne
  - 2e du championnat de Pologne sur route
  - 3e du Tour de Slovaquie
- 1985
  -  Champion de Pologne sur route
  - 2e étape de la Course de la Paix
  - 2e de la Course de la Paix
- 1987
  - 4e étape du Tour de Suède
  - Prologue du Tour de Pologne
  - 2e du Tour de Suède
  - 2e du Circuito Montañés
  - 3e de la Course de la Paix
  - 4e du championnat du monde sur route amateurs
- 1988
  -  Champion de Pologne sur route
  - 3e étape du Tour d'Autriche
  - Classement général du Tour de Pologne
- 1989
  - 2e de la Nokere Koerse
- 1990
  - 7e étape de l'International Cycling Classic
- 1992
  - 2e du Philadelphia International Championship
  - 3e du Grand Prix d'Atlanta
  - 3e du First Union Grand Prix
- 1993
  - Championnat des États-Unis du critérium
  - 2e de la Thrift Drug Classic
  - 3e de la Killington Stage Race
- 1996
  - Małopolski Wyścig Górski
- 1999
  - 3e du Tour de Yougoslavie